# 馬德拉島蛋糕
馬德拉島蛋糕（英語：Madeira cake），是一種傳統的英國飲食海綿蛋糕。

## 名稱
有時被誤認為是源於馬德拉；然而，事實並非如此，而是後來以马德拉酒命名，來自島嶼的葡萄酒，在當時英國很受歡迎，經常搭配蛋糕。